# Серебряный герб
Сере́бряный герб — автобиографическая «детская повесть» Корнея Чуковского 1938 года.

## История
Первоначальная редакция повести называлась «Гимназия: Воспоминания детства» и была издана в 1938 году издательством «Детиздат». В 1938 году, когда издательство готовило второе переиздание повести, Чуковский немного переписал её, в том числе заменив название на «Серебряный герб».

## Сюжет
Книга «Серебряный герб» повествует о том, как складывалась жизнь главного героя — мальчика Коли Корнейчукова (настоящее имя автора), о его детстве и отрочестве, а также — об испытаниях, выпавших на его долю в юные годы.
Мальчика выгоняют из гимназии (возможно, в соответствии с Циркуляром о кухаркиных детях); он пытается найти работу, поскольку становиться обузой для своей матери-прачки он не собирается. Так началась жизнь парнишки на улицах многонационального южного города, преисполненная новых забот, новых друзей и новых врагов.
Корней Чуковский иронично описывает путь, пройденный героем, становление его характера, — и повествует о чести и достоинстве юного, но в высшей степени честного и порядочного человека.

## Персонажи повести

### Семья Корнейчуковых
- Коля Корнейчуков — главный герой, ученик Пятой Гимназии. Незаконнорождённый сын бедной прачки. Веселый, оптимистичный и решительный мальчик.
- Маруся Корнейчукова — сестра Коли. Очень умная и честная девочка.
- Катерина Осиповна — мать Коли и Маруси. Прачка, трудолюбивая, независимая и строгая женщина.
- Фома — дядя Коли по материнской линии.

### Одноклассники Коли Корнейчукова
- Тимоша Макаров — лучший друг Коли. Родом из Архангельска. Застенчивый, робкий и добродушный мальчик с веснушчатым лицом.
- Муня Блохин — «маленький, кудрявый и быстрый» мальчик. Коронная фраза — презрительное «пфа!»
- Гришка Зуев — довольно набожный, религиозный, но недалёкий мальчик.
- Максим и Александр Бабенчиковы — сыновья лавочника, «губошлёпы и лодыри».
- Зюзя Козельский — «плакса, попрошайка и трус», худший ученик в гимназии.
- Степа Бугай — второгодник, очень сильный, грубоватый и вполне оправдывающий свою фамилию. Имеет брата Володю.
- Валька Тюнтин — избалованный, недалекий сын подполковника. Отец Вальки умер задолго до начала истории.

### Родные одноклассников Коли
- Сигизмунд Козельский — отец Зюзи Козельского. Владеет рестораном.
- Аглая Семёновна Тюнтина — мать Вальки Тюнтина, без меры любящая сына.
- «Разноцветная» Лиза — сестра Тимоши.
- (не назван по имени) — отец Тимоши.

### Начальство и преподаватели Пятой гимназии
- Бургмейстер (Шестиглазый) — директор гимназии, немец (прототип — Андрей Карлович Юнгмейстер, переехал в Пишпек (ныне Бишкек), где основал гимназию, погиб в годы Гражданской войны).
- Прохор Евгеньевич (Прошка) — инспектор классов (реальное лицо, фамилия Сидоров)[2].
- Иван Митрофанович (Финти-Монти) — учитель истории.
- Василий Никитич Волков — преподаватель географии.
- Мсье Лян — учитель французского (прототип — Жюльен (Юлиан) Бушико).
- (не назван по имени) Галикин (Барбос) — учитель рисования.
- Отец Мелетий — «гимназический поп», преподаватель Закона Божия (прототип — о. Мелетий Аркадьевич Шаравский, протоиерей Покровской церкви, эмигрировал, жил в 1920-е гг. в Париже[3], сын — военный лётчик).

### Другие
- Маланка — дочь дворника, «чуть-чуть рябоватая» трудолюбивая девушка.
- Мадам Шершеневич — богатая дама. Держит у себя много болонок.
- Васька Печёнкин — кузнец, замечательно пускающий воздушных змеев.
- Игнашка (Фичас) — мальчик из ватаги «печенкинцев».
- Савелий — муж Маланки. Ленивый и мрачный человек.
- Циндилиндер (Иосиф Шток) — вор, который стал жить в квартире у Корнейчуковых.
- Циля — рыжеволосая оберточница с фабрики «Глузман и Ромм». Красивая и веселая. Нравится Циндилиндеру, в итоге становится его женой.
- Мотя — кухарка биндюжников.
- Семён Симоненко — полицейский, «благодушный хапуга».
- Рита Вадзинская — ученица женской гимназии Кроль, в которую Коля до поры до времени был влюблён. Заносчивая и гордая девочка.
- Фемистокл Дракондиди — владелец «Заведения искусственных минеральных вод».
- Георг — брат Фемистокла Дракондиди, притворявшийся глухонемым.
- Мамзель Франциска и мамзель Мальвина — две сестры из Эльзас-Лотарингии. По-русски говорят хорошо, но вместо «будто бы» говорят «будбето».

## Место действия
Действие происходит в Одессе: причём прямо в книге город не называется. То, что место действия — Одесса, можно догадаться по некоторым топонимам: названиям улиц (Старо-Портофранковская, Канатная, Рыбная (Ново-Рыбная), Базарная) и районов (Молдаванка).

## Критика
Санатин Андрей Леонидович, «Серебряный герб» (рецензия):
…серебряный герб безжалостно выламывается из его фуражки. Муки, страдания, надежда восстановить справедливость, печальная необходимость скрывать исключение от матери — гимназические уроки сменяются отчаянными диалогами с миром, который его отверг.
…
Мать, конечно же, главная фигура этой «повести о детстве». Знаменитый писатель не устаёт по-мальчишески восхищаться ее красотой, силой, мудростью. И ощущением врожденного человеческого достоинства, без которого её сын не стал бы тем, кем он стал.